# Coulombs-en-Valois
Coulombs-en-Valois (ku.lɔ̃.ɑ̃.va.lwaⓘ) es una población y comuna francesa, en la región de Isla de Francia, departamento de Sena y Marne, en el distrito de Meaux y cantón de Lizy-sur-Ourcq.

## Demografía
| 396 | 357 | 339 | 396 | 482 | 563 |
| Para los censos de 1962 a 1999 la población legal corresponde a la población sin duplicidades (Fuente: INSEE [Consultar]) |     |     |     |     |     |